# Помічник судді
Помічник судді — це працівник суду, який забезпечує виконання суддею повноважень щодо здійснення правосуддя.
Посади помічників судді належать до посад патронатної служби.
Призначає на посаду та звільняє з посади помічника судді керівник апарату суду за поданням судді. 
Зазвичай суддя, який працює у першій чи апеляційній інстанції має одного помічника, але законодавством передбачено можливість надання додаткового помічника голові суду, його заступнику, судді, якого обрано секретарем судової палати чи судді, у якого найбільше навантаження. 
Також додаткового помічника може мати суддя - член Ради суддів України.

## Вимоги до заняття посади помічника судді
Помічником судді може бути громадянин України, який має вищу юридичну освіту і вільно володіє державною мовою. 
Не може бути помічником судді особа, яка:
- в установленому законом порядку визнана недієздатною або дієздатність якої обмежена;
- має судимість за вчинення умисного злочину, якщо така судимість не погашена або не знята в установленому законом порядку;
- відповідно до рішення суду позбавлена права займатися діяльністю, пов'язаною з виконанням функцій держави, або займати відповідні посади;
- має не погашене адміністративне стягнення за корупційне або пов'язане з корупцією правопорушення;
- має громадянство іншої держави.

Для помічників суддів Верховного Суду висувається також вимога мати стаж професійної діяльності у сфері права не менше трьох років.
Цікавим є факт, що згідно із п. 10 Положення про помічника судді, для осіб, які претендують на посаду помічника судді, може проводитися стажування з метою набуття ними практичного досвіду, перевірки професійного рівня і ділових якостей цих осіб.

## Права та обов'язки помічника судді
Помічник судді має право:
- отримувати від працівників апарату суду, до якого він прикріплений, документи та інформацію, необхідні для виконання своїх обов'язків;
- користуватися інформаційними базами даних, телекомунікаційними мережами відповідного суду в установленому порядку;
- вносити пропозиції судді щодо організації своєї роботи та інші.

Помічник судді:
- здійснює підбір актів законодавства та матеріалів судової практики, які необхідні для розгляду конкретної судової справи;
- бере участь у попередній підготовці судових справ до розгляду, в оформленні судових справ, за дорученням судді готує проекти судових рішень, запитів, листів, інших матеріалів, пов'язаних із розглядом конкретної справи;
- здійснює контроль за своєчасним проведенням експертними установами призначених у справах експертних досліджень, за своєчасним виконанням органами внутрішніх справ ухвал судді про примусовий привід, а в разі невиконання таких ухвал — готує проекти відповідних нагадувань тощо;
- виконує інші доручення судді, що стосуються організації розгляду судових справ тощо.

Обов'язки помічника судді визначаються посадовою інструкцією, яка затверджується керівником апарату суду за погодженням із зборами суддів відповідного суду.

## Етика помічника судді
Помічник судді в своїй діяльності повинен сприяти підвищенню авторитету правосуддя, демонструвати тактовність, ввічливість, витримку і повагу, уникаючи проявів неповаги до оточуючих, а також дій та висловлювань, які можуть принизити авторитет органів судової влади, судів та суддів.
На помічника судді поширюються Правила поведінки працівника суду.

## Відповідальність
Залежно від виду й характеру порушення помічник судді несе дисциплінарну, цивільну, адміністративну або кримінальну відповідальність згідно з чинним законодавством.